# Chrám svatých Borise a Gleba (Daugavpils)

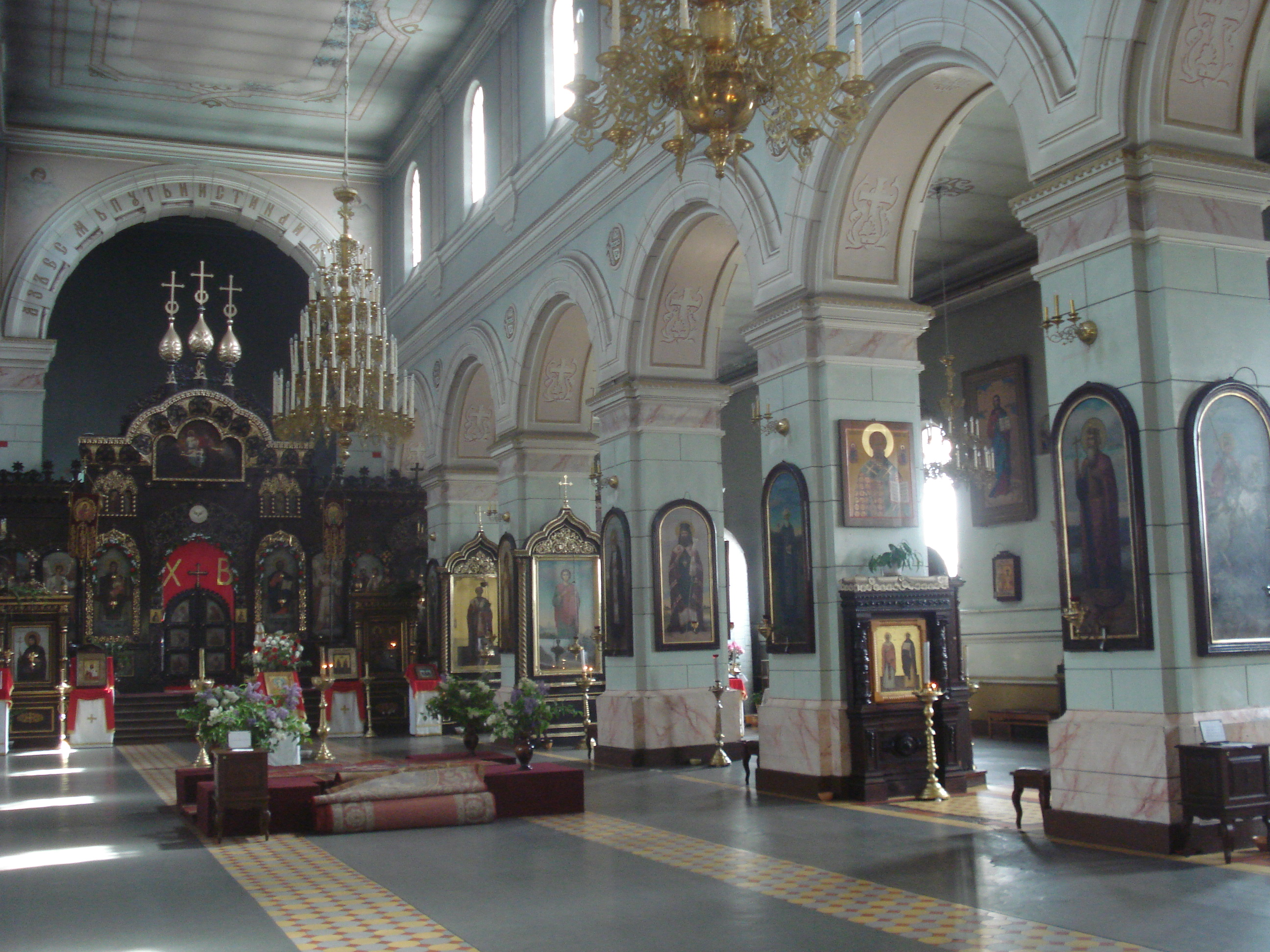
Interiér katedrály

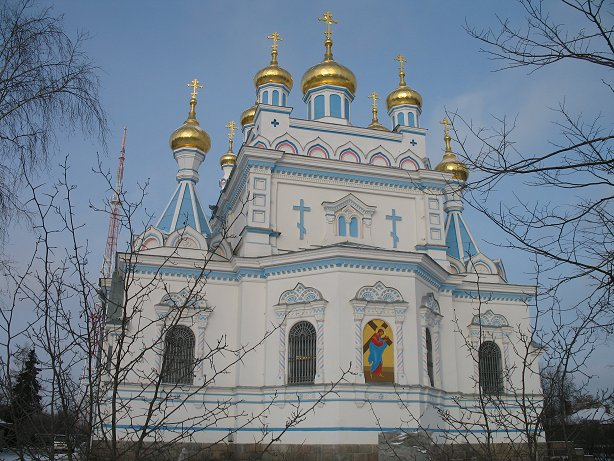
Katedrála sv. Borise a Gleba

Chrám svatých Borise a Gleba (rusky Даугавпилсский православный кафедральный собор святых благоверных князей Бориса и Глеба, lotyšsky Svēto Borisa un Gļeba pareizticīgo katedrāle), ve městě Daugavpils, je největší pravoslavný chrám v Lotyšsku. Nachází se v regionu Latgalsko, ve kterém žije velká ruská menšina.

## Historie
Chrám byl postaven v letech 1904 až 1905 v novoruském architektonickém stylu, který byl typický pro sakrální architekturu Ruského impéria. Vybudovaný byl podle plánů ruského architekta M. Pozarova. V roce 1922 se stal farním chrámem a v roce 1938 získal status katedrálního chrámu. V roce 1925 se začaly v chrámu konat kromě ruských bohoslužeb i bohoslužby v lotyšském jazyce. Během druhé světové války nebyl sice poškozen, ale po ní ho poškodil požár. Později přišel i o status katedrálního chrámu. Přesto nebyl během sovětské vlády zavřený. Katedrální status byl chrámu vrácen v roce 1989.

## Současnost
Chrám prošel po roce 1990 rozsáhlými rekonstrukcemi. Největší z nich se uskutečnila v letech 2004 až 2008. Během ní získal chrám částečně svůj původní vzhled a byly pozlaceny jeho kopule. Chrám patří k typickým atributům latgalského města Daugavpils (rusky Dvinsk) a je cílem návštěv pravoslavných věřících z Latgalska, celého Lotyšska i ze zahraničí.

## Architektura
Chrám byl vybudován v novoruském architektonickém stylu a podobá se staroruským chrámům. Jeho ozdobou je deset pozlacených kopulí, které je vidět již zdálky. Krásná je i zvonice se čtyřmi zvony, které pravidelně vyzvánějí. Ikonostas zdobí nádherné ikony patronů chrámu – svatých Borise a Gleba, ale i ikony Spasitele a Bohorodičky. Do chrámu se vejde 5 000 věřících.